# Sony Pictures Imageworks
Sony Pictures Imageworks, Inc. (SPI) est un studio canadien spécialisé dans les effets visuels et l'animation par ordinateur.
Filiale de Sony Pictures Entertainment (SPE), le studio est situé à Vancouver et Montréal.